# Équipe du Burkina Faso des moins de 17 ans de football
Maillots
L'équipe du Burkina Faso des moins de 17 ans est une sélection de joueurs de moins de 17 ans au début des deux années de compétition placée sous la responsabilité de la Fédération burkinabé de football. 
L'équipe a été par deux fois finaliste de la Coupe d'Afrique des nations des moins de 17 ans, et termina une fois troisième en Coupe du monde des moins de 17 ans.

## Parcours en Coupe d'Afrique des nations des moins de 17 ans
- 1995 : Non qualifié
- 1997 : Non qualifié
- 1999 :  Finaliste
- 2001 :  Finaliste
- 2003 : Non qualifié
- 2005 : 1er tour
- 2007 : 1er tour
- 2009 :  3e
- 2011 :  Vainqueur
- 2013 : 2e Tours
- 2015 : 2e Tours
- 2017 : 2e Tours
- 2019 : Phases de groupe régional
- 2021 : Annulé
- 2023 :  3e
- 2025 : Quatrième

## Parcours en Coupe du monde des moins de 17 ans
- 1985 : Non qualifié
- 1987 : Non qualifié
- 1989 : Non qualifié
- 1991 : Non qualifié
- 1993 : Non qualifié
- 1995 : Non qualifié
- 1997 : Non qualifié
- 1999 : 1er tour
- 2001 :  3e
- 2003 : Non qualifié
- 2005 : Non qualifié
- 2007 : Non qualifié
- 2009 : Huitièmes-de-finale
- 2011 : 1er tour
- 2013 : Non qualifié
- 2015 : Non qualifié
- 2017 : Non qualifié
- 2019 : Non qualifié
- 2021 : Annulé
- 2013 : Qualifié

## Palmarès
- Coupe du monde des moins de 17 ans
  - Troisième : 2001

- Coupe d'Afrique des nations des moins de 17 ans
  - Vainqueur : 2011
  - Troisième : 2023
- Championnat d'Afrique du Nord des nations des moins de 17 ans
  - Vainqueur : 2009 (1re édition et en tant qu'invité)

- Championnat des moins de 17 ans de la zone B de l'Union des fédérations ouest-africaines de football
  - Finaliste en 2022

## Joueurs emblématiques
- Bertrand Traoré
- Amadou Coulibaly
- Wilfried Sanou
- Abdoul Nikiema
- Abdoul-Aziz Nikièma
- Victor Nikièma
- Soumaila Tassembédo
- Zéphirin Soré
- Jeannot Bouyain